# Roger Nelson (Politiker)
Roger Nelson (* 1759 bei Frederick, Province of Maryland; † 7. Juni 1815 ebenda) war ein US-amerikanischer Politiker. Zwischen 1804 und 1810 vertrat er den Bundesstaat Maryland im US-Repräsentantenhaus.

## Werdegang
Roger Nelson wurde auf der Plantage Point of Rocks im Frederick County geboren. Er besuchte die öffentlichen Schulen seiner Heimat und studierte danach am  College of William & Mary in Williamsburg. Während des   Unabhängigkeitskrieges diente er in der Kontinentalarmee, in der er bis zum Brigadegeneral aufstieg. Bei der Schlacht von Camden wurde er verwundet. Nach einem anschließenden Jurastudium und seiner um 1785 erfolgten Zulassung als Rechtsanwalt begann er in Taneytown und Frederick in diesem Beruf zu arbeiten. Außerdem bekleidete er damals einige lokale Ämter.
Gleichzeitig schlug Nelson eine politische Laufbahn ein. In den Jahren 1795, 1801 und 1802 saß er im Abgeordnetenhaus von Maryland. Danach gehörte er zwischen November 1803 und November 1804 dem Staatssenat an. Nelson war Mitglied der von Präsident Thomas Jefferson gegründeten Demokratisch-Republikanischen Partei. Nach dem Tod des Abgeordneten Daniel Hiester wurde er bei der fälligen Nachwahl für den vierten Sitz von Maryland als dessen Nachfolger in das US-Repräsentantenhaus in Washington, D.C. gewählt, wo er am 6. November 1804 sein neues Mandat antrat. Nach drei Wiederwahlen konnte er bis zu seinem Rücktritt am 14. Mai 1810 im Kongress verbleiben. Dort war er einer der mit der Durchführung des Amtsenthebungsverfahrens gegen den Bundesrichter Samuel Chase beauftragten Abgeordneten.
Nelsons Rücktritt erfolgte nach seiner Ernennung zum Richter im fünften (später sechsten) Gerichtsbezirk von Maryland. Er starb am 7. Juni 1815 in Frederick.